# ادو شن
ادو شن (انگلیسی: Edo Šen; ۱۰ مارس ۱۸۷۷ – ۱۶ ژوئن ۱۹۴۹) معمار اهل کرواسی بود.